# Altel
«Altel» — оператор сотовой связи в Казахстане. Первый казахстанский оператор сотовой связи. Компания оказывает услуги сотовой связи в стандартах 2G/GSM (900 МГц), 3G/UMTS (900/2100 МГц), 4G/LTE/LTE Advanced (700/900/1800/2100 МГц), 5G (N28, N78)
Основана в 1994 году казахстанско-английским АО «Бесет Интернейшнл». Компанией владеет АО «Power International Holding».
В декабре 2012 года состоялся первый коммерческий запуск технологии 4G в Казахстане под брендом «ALTEL 4G». Более трёх лет «Алтел» был единственным оператором с лицензией 4G в Казахстане. Депутаты Мажилиса (Парламента) Республики Казахстан высказывали озабоченность монополизацией услуг в сетях 4G.
В марте 2016 года Altel объединил бизнес с «Tele2 Казахстан» (ТОО «Мобайл Телеком-Сервис»). По мнению некоторых экспертов[каких?], приход сильных управленцев из «Tele2 Казахстан» решит проблему менеджмента компании, который испытывает хронические проблемы. Правда, уже в рамках созданного СП. СП должен был возглавить Пиетари Кивикко, но он покинул «Теле2 Казахстан» в феврале 2016 года. Его место главного исполнительного директора занял Роман Володин.